# 폴 사이먼
폴 프레더릭 사이먼(영어: Paul Frederic Simon, 1941년 10월 13일 ~ )은 미국의 싱어송라이터이다. 1950년대부터 가수 활동을 시작, 아트 가펑클과 함께 공연 활동을 시작했다. 'Tom and Jerry '이라는 이름으로 〈Hey, Schoolgirl〉를 발표, 탑 50위에 업국치 받이는 히트곡들은 전원 탈락하게 된다.
그 후 사이먼은 영국으로 건너가 학업을 계속해 《Paul Simon Songbook》을 녹음하고, 〈The Sound of Silence〉의 성공으로 가펑클과 재회하여 사이먼 & 가펑클이라는 이름으로 여러 히트곡들을 내놓았다.
그러나 폴 사이먼은 아트 가펑클과의 듀오 관계에서 음악적 회의를 느끼고 1971년 사이먼 & 가펑클은 해체되고 만다. 그 후 80년대 뉴욕 센트럴 파크 자선공연을 비롯한 여러 차례 투어를 했지만 결국 이견을 좁히지 못하고 결별하고 말았다. 그 후 폴 사이먼은 솔로로 활동하여 가장 최근의 《Surprise》까지 앨범을 내놓았다.
1986년도에 버클리 음악 대학에서 명예 박사 학위를 수여받았다.
폴 사이먼은 2002년 미국 케네디 센터 공연예술 평생공로상을 워싱턴에서 수상했으며, 사이먼 & 가펑클의 멤버 자격으로 2003년 봄에 그래미 평생공로상도 수상하게 된다.
그 외에 그는 카트리나로 인한 어린이 펀드에 기부하기도 했으며, 2000년대에도 활발하게 활동하고 있다. 2007년에는 두 번의 콘서트를 가질 예정이라고 한다.
그 밖에 그는 기타치는 것을 제외한 모든 일을 왼손으로 했던 왼손잡이였다고 한다.
2012년 폴라음악상 수상자로 선정되었다.

## 음반 목록
스튜디오 솔로 음반
- The Paul Simon Songbook (1965)
- Paul Simon (1972)
- There Goes Rhymin' Simon (1973)
- Still Crazy After All These Years (1975)
- One-Trick Pony (1980)
- Hearts and Bones (1983)
- Graceland (1986)
- The Rhythm of the Saints (1990)
- Songs from The Capeman (1997)
- You're the One (2000)
- Surprise (2006)
- So Beautiful or So What (2011)
- Stranger to Stranger (2016)
- In the Blue Light (2018)